# Fòssil de transició
Un fòssil de transició és una resta fossilitzada d'un organisme que presenta caràcters compartits per un grup ancestral i els seus descendents més derivats. Aquest fet és especialment important en els casos en què el grup descendent té una morfologia general i un mode de vida molt diferents dels del grup ancestral. Els fòssils de transició recorden que les divisions taxonòmiques són una invenció humana que ha estat imposada a posteriori a un continu de variació. El registre fòssil és incomplet, de manera que normalment no es pot saber exactament la proximitat del fòssil de transició al punt de divergència. Això significa que no es pot assumir que els fòssils de transició siguin els avantpassats directes de grups més recents.
Quan es publica l'obra de Charles Darwin L'origen de les espècies l'any 1859, encara no se sabia gaire cosa del registre fòssil. Darwin es referí a la manca aparent de fòssils de transició com «la crítica més òbvia i greu que es pot dirigir contra la meva teoria», però l'explicà dient que era deguda a la gran imperfecció del registre geològic. Reconegué que en aquell temps hi havia poques col·leccions, però descrigué la manera com la informació disponible mostrava patrons predits per la seva teoria de descendència amb modificacions provocades per la selecció natural. De fet, només dos anys més tard, el 1861, es descobrí l'arqueòpterix, una forma de transició clàssica entre els dinosaures i les aus. Des d'aleshores, s'han descobert molts altres fòssils de transició i actualment es considera que hi ha proves abundants que totes les classes de vertebrats estan relacionades entre si. Moltes d'aquestes proves són fòssils de transició. En són exemples concrets els humans i els altres primats, els tetràpodes i els peixos, els ocells i els dinosaures.
S'ha utilitzat molt l'expressió "enllaç perdut" en textos divulgatius sobre l'evolució humana per a referir-se al buit aparent del registre evolutiu dels homínids. Sovint se'l fa servir per a referir-se a noves troballes de fòssils de transició. Tanmateix, els científics no utilitzen aquest terme, car es basa en una perspectiva preevolucionista de la natura.